# Zentrale Rechtsschutzstelle
Die Zentrale Rechtsschutzstelle (Abkürzung: ZRS) war eine bundesdeutsche Behörde, die von 1950 bis 1970 bestand. Offizielle Aufgabe der ZRS war die Organisation des Rechtsschutzes für Deutsche, die von nichtdeutschen Gerichten wegen NS- oder Kriegsverbrechen angeklagt oder verurteilt worden waren.  Die von Hans Gawlik geleitete ZRS war ab Gründung dem Bundesjustizministerium, dann von 1953 bis zur Auflösung dem Auswärtigen Amt unterstellt.

## Geschichte
Kurz nach Ende des Zweiten Weltkriegs gab es in den drei Besatzungszonen der Westalliierten verschiedene halbstaatliche Stellen, die sich um das Schicksal der deutschen Kriegsgefangenen im Ausland kümmerten: besonders die Interimsorganisationen des Deutschen Roten Kreuzes mit seinem DRK-Suchdienst, der Deutsche Caritasverband und das Evangelische Hilfswerk waren hier ab 1945 aktiv.
Am 1. Dezember 1949 beschloss der knapp drei Monate vorher konstituierte Bundestag die Gründung einer Zentralen Rechtsschutzstelle, um „den Rechtsschutz für diejenigen Deutschen sicherzustellen, die in Auswirkung des Krieges im Ausland festgehalten“ wurden. Die Bundestagsdebatte zur Gründung der Zentralen Rechtsschutzstelle wurde von dem CDU-Abgeordneten Eugen Gerstenmaier eröffnet, der als Leiter des Evangelischen Hilfswerks mit der Sachlage vertraut war. Gerstenmaier vermischte in seinem Redebeitrag konsequent die Frage der Kriegsgefangenen mit der Frage der angeklagten oder verurteilten Kriegsverbrecher und gab für beide Kategorien kombiniert folgende Zahlen der in Gewahrsam befindlichen Deutschen in folgenden Ländern an: Sowjetunion (300.000 bis eine halbe Million), Polen (15.000), Jugoslawien (1.400), Frankreich (1.200), Holland (200), Belgien (100), Norwegen (60), Dänemark (55), Luxemburg (50), Italien (20) und Griechenland (8). Neben dem Beistand für im Ausland Gesuchte oder Verurteilten kümmerte sich die Rechtshilfestelle auch um die verurteilten Kriegs- und NS-Verbrecher, die in den alliierten Kriegsverbrechergefängnissen von Landsberg, Werl, Wittlich und Spandau einsaßen.
Die ZRS wurde dem Bundesjustizministerium zugeordnet. Sie nahm im März 1950 ihre Arbeit auf. Ihr langjähriger Leiter war der Rechtsanwalt Dr. Hans Gawlik, der als Verteidiger mehrerer Angeklagter in den Nürnberger Prozessen bei der Strafverfolgung von NS- und Kriegsverbrechern durch die Alliierten beteiligt war. Gawlik war vor 1945 NSDAP-Mitglied und Staatsanwalt am Sondergericht Breslau. Nach Gründung des Auswärtigen Amtes wurde die ZRS am 1. Februar 1953 diesem unterstellt. Nachdem 1955 die letzten „regulären“ Kriegsgefangenen durch die Sowjetunion entlassen wurden, war der Fokus der ZRS vollends der Rechtsbeistand für Deutsche, die im Ausland wegen NS- und Kriegsverbrechen angeklagt waren.
Auf Grund der von der ZRS fast ausnahmslos für verurteilte SS- und Wehrmachtsangehörige erteilten Unbedenklichkeitsbescheinigungen erhielten zahlreiche verurteilte Kriegsverbrecher nach ihrer Entlassung zum Teil erhebliche Haftentschädigungen. So z. B. SS-Untersturmführer Karl Wiedemann, der Führer der Wachmannschaften des KZ Neuengamme, 4.800 DM vom Magistrat der Stadt Bremerhaven.
Im Haushaltsjahr 1958 erhielt die „Zentrale Rechtsschutzstelle für die im Ausland angeklagten Deutschen“ ein Budget von 1,2 Mio. DM für 24 Planstellen. Offiziell betreute die ZRS damit noch 38 „Internierte“.
Neben der Organisation des Rechtsbeistandes sammelte die Behörde Prozessunterlagen aus dem Ausland, um in Abwesenheit verurteilte Deutsche vor dem Besuch von Ländern zu warnen, in denen sie auf der Fahndungsliste standen. Um die Anschriften von im Ausland verurteilten NS-Tätern zum Zweck der Warnung in Erfahrung zu bringen, arbeitete die ZRS mit dem Roten Kreuz und auch mit der Stillen Hilfe zusammen. So suchte die ZRS ab 1964 über den Suchdienst des Deutschen Roten Kreuzes nach insgesamt 800 Deutschen und Österreichern, die von französischen Gerichten in Abwesenheit wegen Kriegsverbrechen verurteilt worden waren. Die Angelegenheit kam 1968 ans Licht, als die Liste von gesuchten Österreichern, die das DRK an das Wiener Rote Kreuz gegeben hatte, in einem Mitteilungsblatt der Kameradschaft der Linzer 45. Infanterie-Division erschien, wo sie Freunden von Simon Wiesenthal auffiel. Diese Warnliste enthielt unter anderem den Namen von Alois Brunner. Gawlik wurde 1968 pensioniert.
1970 wurde die ZRS als eigenständige Organisationseinheit aufgelöst und ihre Aufgaben vom Referat V 4 des Auswärtigen Amtes übernommen.